# Абагайтуйське сільське поселення
Абагайту́йське сільське поселення (рос. Абагайтуйское сельское поселение) — сільське поселення у складі Забайкальського району Забайкальського краю Росії.
Адміністративний центр та єдиний населений пункт — село Абагайтуй.

## Населення
Населення сільського поселення становить 439 осіб (2019; 687 у 2010, 918 у 2002).